# Rază ionică
Raza ionică, notată rion, este o măsură a mărimii unui ion al unui atom. Deși nici atomii, nici ionii, nu au limite fixe, pentru calculul razei ionice aceștia sunt considerați a fi sfere perfecte, astfel încât suma razelor ionice ale cationului și anionului să dea distanța dintre ioni din celula elementară a cristalului. Ca și unitate de măsură, raza ionică se măsoară în picometri (pm) sau angstrom (Å), unde 1 Å = 100 pm. Valorile tipice variază de la 30 pm (0,3 Å) la peste 200 pm (2 Å).